# Gustavo Adolfo Espina Salguero
Gustavo Adolfo Espina Salguero (Asunción Mita, 26 november 1946 – 23 oktober 2024) was een Guatemalteeks politicus. In 1993 was hij kortstondig president van Guatemala.
Espina werd in 1991 vicepresident van Guatemala onder president Jorge Serrano Elías. Op 25 mei 1993 poogde Serrano echter een autocoup te plegen. Deze mislukte en op 1 juni ontvluchtte hij het land, waardoor Espina zijn opvolger werd. Nadat bleek dat ook Espina bij de couppoging betrokken was, werd hij op 5 juni door het Congres van de Republiek afgezet en vervangen door Ramiro de León Carpio.
Espina Salguero overleed op 23 oktober 2024 op 77-jarige leeftijd.